# Пролетарська сільська рада (Земетчинський район)
Пролета́рська сільська рада (рос. Пролетарский сельский совет) — сільське поселення у складі Земетчинського району Пензенської області Росії.
Адміністративний центр — селище Пролетарський.

## Історія
2004 року були ліквідовані селища Завидний та Серебряково Рянзенської сільради. 2010 року ліквідована Рянзенська сільська рада (села Крутець, Лісне, Рянза, присілки Ждановка, Ніловка), територія увійшла до складу Пролетарської сільради.

## Населення
Населення — 1627 осіб (2019; 2064 в 2010, 2519 у 2002).

## Склад
До складу сільської ради входять:
| Населений пункт           | Населення, осіб (2002) | Населення, осіб (2010) |
| ------------------------- | ---------------------- | ---------------------- |
| Дубрава, селище           | 15                     | 0                      |
| Ждановка, присілок        | 39                     | 19                     |
| Завидний, селище          | 0                      | -                      |
| Красна Звєзда, селище     | 25                     | 4                      |
| Красне Знам'я, селище     | 23                     | 13                     |
| Крутець, село             | 37                     | 12                     |
| Лебедянка, присілок       | 143                    | 91                     |
| Лісне, село               | 35                     | 15                     |
| Ніловка, присілок         | 32                     | 15                     |
| Новоалексієвський, селище | 27                     | 12                     |
| Піша, присілок            | 105                    | 49                     |
| Пролетарський, селище     | 1232                   | 1205                   |
| Рянза, село               | 546                    | 378                    |
| Серебряково, селище       | 0                      | -                      |
| Старополянське, село      | 260                    | 242                    |